# 西導寺 (さくら市)
西導寺（さいどうじ）は、栃木県さくら市にある浄土宗の寺院。

## 歴史
1191年（建久2年）、氏家（宇都宮）公頼の開基である。公頼は氏家氏の始祖であり、当寺は氏家氏の菩提寺になっていた。
現在の本堂は、1784年（天明4年）に完成した。下野国芳賀郡田野辺村（現・栃木県芳賀郡市貝町）の宮大工長野万右衛門によって建てられたものである。
寺の隣には「定家地蔵」または「蔦地蔵」と呼ばれる石造の地蔵菩薩像がある。これは、公頼が藤原定家七回忌に定家の顔を模して作らせたものという。公頼の出自である宇都宮氏は歌人である定家との関係が深く、「宇都宮歌壇」を形成していた。

## 交通アクセス
- 氏家駅より徒歩5分。